# Lafim-Diakonie
Die Lafim-Diakonie (unter Verwendung der Abkürzung für den früheren Namen Landesausschuss für Innere Mission, bis 1951 Provinzialausschuss für Innere Mission in der Provinz Brandenburg) ist eine diakonische Gesellschaft in Brandenburg.

## Geschichte
Die Lafim-Diakonie ist einer der wenigen Vereine in Deutschland, die vor dem Entstehen des Bürgerlichen Gesetzbuches gegründet wurden; er ist deshalb ein altrechtlicher Verein. Am 1. November 1881 befasste sich die Synode der Evangelischen Kirche in der Provinz Brandenburg erstmals mit den Überlegungen des Synodalen von Meyeren, wie Werke der Inneren Mission von der Kirche unterstützt werden könnten. Am 8. Dezember 1882 wurde der „Provinzialausschuss für Innere Mission in der Provinz Brandenburg“ geschaffen und Generalleutnant Hermann von Redern zum Vorsitzenden gewählt. 1883 gab es bereits den ersten Vereinsgeistlichen: Der Pastor Friedrich-Wilhelm Reiche wurde in das Amt berufen. 1932, 50 Jahre nach Gründung, gehörten schon diverse Arbeitsbereiche zum Provinzialausschuss, wie Herbergen zur Heimat, Erholungseinrichtungen, die Märkische Volkshochschule in Ferch (später Lutherrüsthaus), Altenheime (z. B. Emmaus-Haus Potsdam, Marthaheim in Buckow – heute Ev. Seniorenzentrum „Am Wald“) sowie eine große volksmissionarische und ambulante Arbeit. Dazu gehörten die sogenannte Gefährdetenfürsorge, die Märkische Volksmission, Schriftenmission, Posaunenmission, Winterhilfsdienst, Gemeindepflegestationen, Straffälligenpflege und die Obdachlosenhilfe.
Durch die Gesetzgebung der neugegründeten DDR wurde es 1951 notwendig, ein eigenes Werk für das Land Brandenburg zu gründen. Der Landesausschuss für Innere Mission im Land Brandenburg (LAFIM) entstand damit. Verwaltungssitz wurde Potsdam. Erster Direktor wurde der Pastor Kurt Bohm. Der Landesausschuss für Innere Mission im Land Brandenburg wurde ein Werk der Evangelischen Kirche Berlin-Brandenburg. In West-Berlin bestand weiterhin der Provinzialausschuss unter dem alten Namen.
Nach der Wende 1989/90 weitete der damalige Landesausschuss für Innere Mission seine Arbeit aus und lagerte schließlich Arbeitsbereiche in eigene Firmen aus. Die LAFIM mobil gemeinnützige GmbH als 100%ige Tochter wurde für die ambulante Arbeit gegründet. 2023 gehörten über 120 Einrichtungen und knapp 3.000 Mitarbeitenden zur Gesellschaft.